# Jarmila Machačová
Jarmila Machačová (Havlíčkův Brod, 9 de gener de 1986) és una ciclista txeca. Especialista en la pista, s'ha proclamat Campiona del món en puntuació.

## Palmarès en pista
- 2011
  -  Campiona de Txèquia en Velocitat per equips
- 2012
  -  Campiona de Txèquia en Persecució per equips
- 2013
  -  Campiona del món en Puntuació
  -  Campiona de Txèquia en Scratch
  -  Campiona de Txèquia en Velocitat per equips
  -  Campiona de Txèquia en Persecució per equips
- 2014
  -  Campiona de Txèquia en Òmnium
  -  Campiona de Txèquia en Persecució per equips
- 2016
  -  Campiona de Txèquia en Òmnium
  -  Campiona de Txèquia en Puntuació
  -  Campiona de Txèquia en Persecució per equips
- 2017
  -  Campiona de Txèquia en Persecució per equips

### Resultats a laCopa del Món
- 2007-2008
  - 1a a Los Angeles, en Puntuació
- 2008-2009
  - 1a a Pequín, en Puntuació
- 2016-2017
  - 1a a la Classificació general, en Puntuació

## Palmarès en ruta
- 2008
  -  Campiona de Txèquia en Contrarellotge
- 2012
  -  Campiona de Txèquia en Contrarellotge